# Plateoplia flavata
Plateoplia flavata là một loài bướm đêm trong họ Geometridae.